# Hieracium gronovii
Hieracium gronovii es una especie de planta con flor del género Hieracium, de la familia Asteraceae, orden Asterales.

## Distribución
Hieracium gronovii se distribuye por diversos países americanos, como lo son: Canadá, Estados Unidos, Belice, República Dominicana, Panamá, Honduras, Nicaragua, Guatemala, Costa Rica y México.

## Taxonomía
Fue descrita científicamente por Linneo.
Tratamiento taxonómico
La especie aparece registrada y publicada en Sp. Pl.